# 達赫施泰因山
達赫施泰因山（德語：Dachstein）是奧地利的一個山塊，為喀斯特地形山脈，是東阿爾卑斯山的一部分。山脈最高峰是達赫施泰因峰，海拔高度2995米，在北部石灰岩阿爾卑斯山中位居第二。因山脈位於上奧地利州、施泰爾馬克州和薩爾茨堡州三州交界處，因此有「三州之山」（德語：Drei-Länder-Berg）之稱。達赫施泰因山脈和其附近的哈爾施塔特湖被聯合國教科文組織列入世界文化遺產。